# ジャン＝クロード・ユンカー内閣
ジャン＝クロード・ユンカー内閣(ジャン＝クロード・ユンカーないかく、フランス語: Gouvernement Jean-Claude Juncker)は、2009年7月23日に発足したジャン＝クロード・ユンカーを首相とするルクセンブルクの政府。

## 概要
各時期の副首相にちなみ、以下のように呼称される場合がある。
- ユンカー-プース内閣（1995年1月26日～1999年8月7日）

ジャック・サンテール内閣のサンテール首相が欧州委員会委員長となったことに伴い、キリスト教社会人民党（CSV）とルクセンブルク社会主義労働者党（LSAP）による連立政権として成立した。副首相はジャック・プース。
- ユンカー-ポルファー内閣（1999年8月7日～2004年7月31日）[1]

1999年の総選挙に伴いルクセンブルク社会主義労働者党（LSAP）が議席を減らしたため、キリスト教社会人民党（CSV）と民主党（DP）による連立政権となった。副首相はリディー・ポルファー。
- ユンカー-アッセルボルン第1次内閣（2004年7月31日～2009年7月23日）[2]

2004年の総選挙に伴い、再びキリスト教社会人民党（CSV）とルクセンブルク社会主義労働者党（LSAP）の連立政権となった。副首相はジャン・アッセルボルン。
- ユンカー-アッセルボルン第2次内閣（2009年7月23日～2013年12月4日）[3]

2009年の総選挙に伴い内閣改造が行われた。引き続きキリスト教社会人民党（CSV）とルクセンブルク社会主義労働者党（LSAP）による連立政権である。副首相も引き続きジャン・アッセルボルンである。2013年の総選挙に伴い、グザヴィエ・ベッテル内閣に移行した。

## 構成員
| 氏名                                | 役職                                                                             | 政党 |
| ----------------------------------- | -------------------------------------------------------------------------------- | ---- |
| 1.ジャン＝クロード・ユンカー        | 首相兼国務大臣兼国庫大臣                                                         | CSV  |
| 2.ジャン・アッセルボルン            | 副首相兼外務大臣                                                                 | LSAP |
| 3.マリー＝ジョゼ・ヤコブス          | 家族・統合大臣兼開発協力・人道支援大臣                                           | CSV  |
| 4.マディ・デルボー＝ステレス        | 国民教育・職業訓練大臣                                                           | LSAP |
| 5.リュック・フリーデン              | 財務大臣                                                                         | CSV  |
| 6.フランソワ・ビルツェン            | 法務大臣兼公務員・行政改革大臣兼高等教育・研究大臣兼通信・メディア大臣兼宗教大臣 | CSV  |
| 7.マルス・ディ・バルトロメオ        | 保健大臣兼社会保障大臣                                                           | LSAP |
| 8.ジャン＝マリー・ハルスドルフ      | 内務・大地域大臣兼国防大臣                                                       | CSV  |
| 9.クロード・ヴィズラー              | 持続可能な開発・インフラ大臣                                                     | CSV  |
| 10.ニコラ・シュミット               | 労働・雇用・移民大臣                                                             | LSAP |
| 11.オクタヴィー・モデールト         | 文化大臣兼議会関係大臣兼首相付行政簡素化大臣兼公務員・行政改革担当大臣           | CSV  |
| 12.マルコ・シャンク                 | 住宅大臣兼持続可能な開発・インフラ担当大臣                                       | CSV  |
| 13.フランソワーズ・ヘット＝ガーシュ | 中小企業・観光大臣兼機会均等大臣                                                 | CSV  |
| 14.ロマン・シュナイダー             | 農業・葡萄栽培・農村開発大臣兼スポーツ大臣兼経済連帯大臣                         | LSAP |
| 15.エティエンヌ・シュナイダー       | 経済・通商大臣                                                                   | LSAP |